# Helius nipponensis
Helius nipponensis är en tvåvingeart som först beskrevs av Alexander 1913.  Helius nipponensis ingår i släktet Helius och familjen småharkrankar. Inga underarter finns listade i Catalogue of Life.